# Stazioni meteorologiche della Puglia
Elenco delle stazioni meteorologiche con sede in Puglia:

(le stazioni sono in ordine alfabetico senza tenere conto dell'eventuale articolo che le accompagna e che, ove esistente, va comunque indicato nel link)

## B
Bari Palese
| Bari Palese                | Mesi | Mesi | Mesi | Mesi | Mesi | Mesi | Mesi | Mesi | Mesi | Mesi | Mesi | Mesi | Stagioni | Stagioni | Stagioni | Stagioni | Anno  |
| Bari Palese                | Gen  | Feb  | Mar  | Apr  | Mag  | Giu  | Lug  | Ago  | Set  | Ott  | Nov  | Dic  | Inv      | Pri      | Est      | Aut      | Anno  |
| -------------------------- | ---- | ---- | ---- | ---- | ---- | ---- | ---- | ---- | ---- | ---- | ---- | ---- | -------- | -------- | -------- | -------- | ----- |
| T. max. media (°C)         | 12,1 | 12,7 | 14,7 | 17,9 | 22,2 | 25,8 | 28,4 | 28,3 | 25,4 | 21,0 | 17,1 | 13,5 | 12,8     | 18,3     | 27,5     | 21,2     | 19,9  |
| T. min. media (°C)         | 5,0  | 5,3  | 6,7  | 9,0  | 12,9 | 16,6 | 19,1 | 19,1 | 16,5 | 12,8 | 9,1  | 6,4  | 5,6      | 9,5      | 18,3     | 12,8     | 11,5  |
| Precipitazioni (mm)        | 50,8 | 57,2 | 52,1 | 47,4 | 36,7 | 32,0 | 27,0 | 39,2 | 62,0 | 64,6 | 54,1 | 63,0 | 171,0    | 136,2    | 98,2     | 180,7    | 586,1 |
| Giorni di pioggia          | 7    | 8    | 7    | 7    | 5    | 5    | 3    | 4    | 5    | 6    | 7    | 8    | 23       | 19       | 12       | 18       | 72    |
| Umidità relativa media (%) | 77   | 74   | 72   | 68   | 68   | 65   | 64   | 65   | 68   | 72   | 76   | 78   | 76,3     | 69,3     | 64,7     | 72       | 70,6  |

Barletta - Valle dell'Ofanto
| Barletta - Valle dell'Ofanto | Mesi | Mesi | Mesi | Mesi | Mesi | Mesi | Mesi | Mesi | Mesi | Mesi | Mesi | Mesi | Stagioni | Stagioni | Stagioni | Stagioni | Anno |
| Barletta - Valle dell'Ofanto | Gen  | Feb  | Mar  | Apr  | Mag  | Giu  | Lug  | Ago  | Set  | Ott  | Nov  | Dic  | Inv      | Pri      | Est      | Aut      | Anno |
| ---------------------------- | ---- | ---- | ---- | ---- | ---- | ---- | ---- | ---- | ---- | ---- | ---- | ---- | -------- | -------- | -------- | -------- | ---- |
| T. max. media (°C)           | 11,4 | 12,4 | 14,9 | 18,5 | 23,3 | 27,7 | 30,7 | 30,7 | 26,8 | 21,4 | 16,5 | 12,9 | 12,2     | 18,9     | 29,7     | 21,6     | 20,6 |
| T. min. media (°C)           | 4,1  | 4,3  | 6,0  | 8,4  | 12,3 | 16,2 | 18,8 | 19,0 | 16,2 | 12,3 | 8,5  | 5,6  | 4,7      | 8,9      | 18,0     | 12,3     | 11,0 |
| Precipitazioni (mm)          | 52   | 58   | 46   | 43   | 39   | 30   | 22   | 26   | 49   | 61   | 62   | 60   | 170      | 128      | 78       | 172      | 548  |
| Umidità relativa media (%)   | 76,6 | 75,1 | 73,5 | 71,1 | 68,7 | 64,2 | 60,2 | 61,3 | 68,3 | 74,4 | 76,5 | 77,0 | 76,2     | 71,1     | 61,9     | 73,1     | 70,6 |

Brindisi
| Brindisi                           | Mesi | Mesi | Mesi | Mesi | Mesi | Mesi | Mesi | Mesi | Mesi | Mesi | Mesi | Mesi | Stagioni | Stagioni | Stagioni | Stagioni | Anno  |
| Brindisi                           | Gen  | Feb  | Mar  | Apr  | Mag  | Giu  | Lug  | Ago  | Set  | Ott  | Nov  | Dic  | Inv      | Pri      | Est      | Aut      | Anno  |
| ---------------------------------- | ---- | ---- | ---- | ---- | ---- | ---- | ---- | ---- | ---- | ---- | ---- | ---- | -------- | -------- | -------- | -------- | ----- |
| T. max. media (°C)                 | 12,7 | 13,2 | 15,0 | 18,0 | 22,0 | 25,8 | 28,5 | 28,6 | 25,9 | 21,6 | 17,4 | 14,1 | 13,3     | 18,3     | 27,6     | 21,6     | 20,2  |
| T. min. media (°C)                 | 6,3  | 6,6  | 7,9  | 10,1 | 13,7 | 17,6 | 20,4 | 20,6 | 18,2 | 14,7 | 10,5 | 7,6  | 6,8      | 10,6     | 19,5     | 14,5     | 12,9  |
| Precipitazioni (mm)                | 60,2 | 63,1 | 73,4 | 35,0 | 28,7 | 19,4 | 10,3 | 25,3 | 45,6 | 71,0 | 74,2 | 68,1 | 191,4    | 137,1    | 55,0     | 190,8    | 574,3 |
| Giorni di pioggia                  | 9    | 8    | 8    | 6    | 4    | 3    | 2    | 3    | 4    | 6    | 7    | 9    | 26       | 18       | 8        | 17       | 69    |
| Umidità relativa media (%)         | 78   | 75   | 74   | 72   | 70   | 71   | 70   | 72   | 74   | 76   | 77   | 77   | 76,7     | 72       | 71       | 75,7     | 73,8  |
| Eliofania assoluta (ore al giorno) | 3,9  | 4,4  | 5,3  | 6,7  | 8,6  | 9,9  | 10,8 | 9,8  | 8,0  | 6,2  | 4,4  | 3,6  | 4,0      | 6,9      | 10,2     | 6,2      | 6,8   |

## C
- Stazione meteorologica di Candela

## F
- Stazione meteorologica di Foggia Aeroporto

Foggia Amendola
| Foggia Amendola                    | Mesi | Mesi | Mesi | Mesi | Mesi | Mesi | Mesi | Mesi | Mesi | Mesi | Mesi | Mesi | Stagioni | Stagioni | Stagioni | Stagioni | Anno  |
| Foggia Amendola                    | Gen  | Feb  | Mar  | Apr  | Mag  | Giu  | Lug  | Ago  | Set  | Ott  | Nov  | Dic  | Inv      | Pri      | Est      | Aut      | Anno  |
| ---------------------------------- | ---- | ---- | ---- | ---- | ---- | ---- | ---- | ---- | ---- | ---- | ---- | ---- | -------- | -------- | -------- | -------- | ----- |
| T. max. media (°C)                 | 11,6 | 12,6 | 15,1 | 18,7 | 24,1 | 28,4 | 31,6 | 31,4 | 27,6 | 22,1 | 16,7 | 12,7 | 12,3     | 19,3     | 30,5     | 22,1     | 21,0  |
| T. min. media (°C)                 | 2,9  | 3,1  | 4,6  | 7,0  | 11,1 | 15,0 | 17,9 | 18,0 | 15,2 | 11,4 | 7,0  | 4,2  | 3,4      | 7,6      | 17,0     | 11,2     | 9,8   |
| Giorni di gelo (Tmin ≤ 0 °C)       | 7    | 6    | 3    | 0    | 0    | 0    | 0    | 0    | 0    | 0    | 1    | 4    | 17       | 3        | 0        | 1        | 21    |
| Precipitazioni (mm)                | 41,7 | 40,5 | 42,9 | 36,4 | 37,1 | 35,6 | 26,0 | 27,2 | 45,6 | 52,6 | 52,6 | 56,5 | 138,7    | 116,4    | 88,8     | 150,8    | 494,7 |
| Giorni di pioggia                  | 9    | 9    | 9    | 9    | 6    | 4    | 2    | 3    | 6    | 8    | 11   | 10   | 28       | 24       | 9        | 25       | 86    |
| Umidità relativa media (%)         | 80   | 77   | 74   | 71   | 69   | 65   | 61   | 64   | 68   | 74   | 79   | 81   | 79,3     | 71,3     | 63,3     | 73,7     | 71,9  |
| Eliofania assoluta (ore al giorno) | 3,9  | 4,7  | 5,4  | 6,8  | 8,4  | 9,4  | 10,5 | 9,6  | 7,8  | 6,1  | 4,5  | 3,7  | 4,1      | 6,9      | 9,8      | 6,1      | 6,7   |

## G
Gioia del Colle
| Gioia del Colle            | Mesi | Mesi | Mesi | Mesi | Mesi | Mesi | Mesi | Mesi | Mesi | Mesi | Mesi | Mesi | Stagioni | Stagioni | Stagioni | Stagioni | Anno  |
| Gioia del Colle            | Gen  | Feb  | Mar  | Apr  | Mag  | Giu  | Lug  | Ago  | Set  | Ott  | Nov  | Dic  | Inv      | Pri      | Est      | Aut      | Anno  |
| -------------------------- | ---- | ---- | ---- | ---- | ---- | ---- | ---- | ---- | ---- | ---- | ---- | ---- | -------- | -------- | -------- | -------- | ----- |
| T. max. media (°C)         | 9,8  | 10,5 | 13,0 | 16,7 | 21,8 | 26,3 | 29,5 | 29,1 | 25,3 | 19,6 | 14,5 | 11,0 | 10,4     | 17,2     | 28,3     | 19,8     | 18,9  |
| T. min. media (°C)         | 1,9  | 2,1  | 3,6  | 5,8  | 9,6  | 13,3 | 16,0 | 15,8 | 13,3 | 9,8  | 5,8  | 3,2  | 2,4      | 6,3      | 15,0     | 9,6      | 8,4   |
| Precipitazioni (mm)        | 53,0 | 67,5 | 66,9 | 41,7 | 46,3 | 39,2 | 28,3 | 41,6 | 49,0 | 68,7 | 66,5 | 67,9 | 188,4    | 154,9    | 109,1    | 184,2    | 636,6 |
| Giorni di pioggia          | 8    | 8    | 8    | 6    | 6    | 4    | 3    | 4    | 5    | 7    | 7    | 8    | 24       | 20       | 11       | 19       | 74    |
| Umidità relativa media (%) | 78   | 76   | 72   | 69   | 67   | 62   | 59   | 62   | 66   | 73   | 79   | 79   | 77,7     | 69,3     | 61       | 72,7     | 70,2  |

Grottaglie
| Grottaglie                 | Mesi | Mesi    | Mesi  | Mesi  | Mesi    | Mesi    | Mesi    | Mesi    | Mesi    | Mesi    | Mesi  | Mesi  | Stagioni | Stagioni | Stagioni | Stagioni | Anno  |
| Grottaglie                 | Gen  | Feb     | Mar   | Apr   | Mag     | Giu     | Lug     | Ago     | Set     | Ott     | Nov   | Dic   | Inv      | Pri      | Est      | Aut      | Anno  |
| -------------------------- | ---- | ------- | ----- | ----- | ------- | ------- | ------- | ------- | ------- | ------- | ----- | ----- | -------- | -------- | -------- | -------- | ----- |
| T. max. media (°C)         | 12,6 | 13,1    | 15,2  | 18,8  | 24,0    | 28,4    | 31,2    | 31,2    | 27,6    | 22,3    | 17,3  | 13,8  | 13,2     | 19,3     | 30,3     | 22,4     | 21,3  |
| T. min. media (°C)         | 4,4  | 4,8     | 6,2   | 8,5   | 12,3    | 15,7    | 18,3    | 18,6    | 15,8    | 12,4    | 8,2   | 5,5   | 4,9      | 9,0      | 17,5     | 12,1     | 10,9  |
| Precipitazioni (mm)        | 46,2 | 52,8    | 62,6  | 35,9  | 34,3    | 27,1    | 27,1    | 24,9    | 36,2    | 60,4    | 77,0  | 80,0  | 179,0    | 132,8    | 79,1     | 173,6    | 564,5 |
| Giorni di pioggia          | 6,7  | 7,2     | 7,4   | 5,3   | 4,5     | 3,4     | 2,6     | 3,2     | 4,1     | 5,9     | 6,6   | 7,9   | 21,8     | 17,2     | 9,2      | 16,6     | 64,8  |
| Umidità relativa media (%) | 78   | 75      | 73    | 71    | 68      | 63      | 61      | 63      | 66      | 73      | 77    | 80    | 77,7     | 70,7     | 62,3     | 72       | 70,7  |
| Vento (direzione-m/s)      | N 5  | NNW 8,5 | S 8,5 | S 8,5 | SSW 8,5 | SSW 8,5 | NNE 8,5 | NNE 8,5 | NNE 8,5 | NNE 5,0 | N 5,0 | N 8,5 | 7,3      | 8,5      | 8,5      | 6,2      | 7,6   |

## L
Lecce Galatina
| Lecce Galatina             | Mesi | Mesi | Mesi | Mesi | Mesi | Mesi | Mesi | Mesi | Mesi | Mesi | Mesi | Mesi | Stagioni | Stagioni | Stagioni | Stagioni | Anno  |
| Lecce Galatina             | Gen  | Feb  | Mar  | Apr  | Mag  | Giu  | Lug  | Ago  | Set  | Ott  | Nov  | Dic  | Inv      | Pri      | Est      | Aut      | Anno  |
| -------------------------- | ---- | ---- | ---- | ---- | ---- | ---- | ---- | ---- | ---- | ---- | ---- | ---- | -------- | -------- | -------- | -------- | ----- |
| T. max. media (°C)         | 12,6 | 13,3 | 15,5 | 19,0 | 24,0 | 28,3 | 31,2 | 30,9 | 27,4 | 22,1 | 17,3 | 13,8 | 13,2     | 19,5     | 30,1     | 22,3     | 21,3  |
| T. min. media (°C)         | 4,6  | 4,9  | 6,4  | 8,6  | 12,4 | 16,2 | 18,6 | 19,0 | 16,5 | 12,9 | 9,0  | 6,0  | 5,2      | 9,1      | 17,9     | 12,8     | 11,3  |
| Precipitazioni (mm)        | 63,0 | 53,6 | 67,6 | 38,4 | 27,5 | 20,3 | 18,2 | 32,3 | 53,5 | 80,6 | 91,0 | 81,4 | 198,0    | 133,5    | 70,8     | 225,1    | 627,4 |
| Giorni di pioggia          | 8    | 8    | 8    | 6    | 4    | 3    | 2    | 3    | 5    | 7    | 7    | 9    | 25       | 18       | 8        | 19       | 70    |
| Umidità relativa media (%) | 82   | 77   | 75   | 74   | 70   | 66   | 63   | 67   | 71   | 77   | 81   | 83   | 80,7     | 73       | 65,3     | 76,3     | 73,8  |

## M
Marina di Ginosa
| Marina di Ginosa           | Mesi | Mesi | Mesi | Mesi | Mesi | Mesi | Mesi | Mesi | Mesi | Mesi | Mesi | Mesi | Stagioni | Stagioni | Stagioni | Stagioni | Anno  |
| Marina di Ginosa           | Gen  | Feb  | Mar  | Apr  | Mag  | Giu  | Lug  | Ago  | Set  | Ott  | Nov  | Dic  | Inv      | Pri      | Est      | Aut      | Anno  |
| -------------------------- | ---- | ---- | ---- | ---- | ---- | ---- | ---- | ---- | ---- | ---- | ---- | ---- | -------- | -------- | -------- | -------- | ----- |
| T. max. media (°C)         | 12,7 | 13,3 | 15,1 | 17,8 | 22,2 | 26,5 | 30,1 | 29,8 | 26,7 | 21,9 | 17,1 | 13,8 | 13,3     | 18,4     | 28,8     | 21,9     | 20,6  |
| T. min. media (°C)         | 4,9  | 5,4  | 6,9  | 9,0  | 13,2 | 16,7 | 19,4 | 19,6 | 17,0 | 13,2 | 8,7  | 5,9  | 5,4      | 9,7      | 18,6     | 13,0     | 11,7  |
| Precipitazioni (mm)        | 44,1 | 50,9 | 43,3 | 28,4 | 26,8 | 21,1 | 15,9 | 21,4 | 35,4 | 58,8 | 51,9 | 58,1 | 153,1    | 98,5     | 58,4     | 146,1    | 456,1 |
| Giorni di pioggia          | 5    | 6    | 6    | 4    | 5    | 3    | 2    | 3    | 4    | 6    | 6    | 6    | 17       | 15       | 8        | 16       | 56    |
| Umidità relativa media (%) | 73   | 72   | 71   | 71   | 71   | 68   | 66   | 67   | 68   | 72   | 75   | 77   | 74       | 71       | 67       | 71,7     | 70,9  |

Monte Sant'Angelo
| Monte Sant'Angelo          | Mesi | Mesi | Mesi | Mesi | Mesi | Mesi | Mesi | Mesi | Mesi | Mesi | Mesi | Mesi | Stagioni | Stagioni | Stagioni | Stagioni | Anno  |
| Monte Sant'Angelo          | Gen  | Feb  | Mar  | Apr  | Mag  | Giu  | Lug  | Ago  | Set  | Ott  | Nov  | Dic  | Inv      | Pri      | Est      | Aut      | Anno  |
| -------------------------- | ---- | ---- | ---- | ---- | ---- | ---- | ---- | ---- | ---- | ---- | ---- | ---- | -------- | -------- | -------- | -------- | ----- |
| T. max. media (°C)         | 5,6  | 6,0  | 8,1  | 11,9 | 17,1 | 21,1 | 24,0 | 24,0 | 20,6 | 15,3 | 10,4 | 6,9  | 6,2      | 12,4     | 23,0     | 15,4     | 14,3  |
| T. min. media (°C)         | 1,3  | 1,4  | 2,9  | 5,8  | 10,4 | 13,9 | 16,5 | 16,8 | 14,0 | 10,0 | 5,7  | 2,7  | 1,8      | 6,4      | 15,7     | 9,9      | 8,5   |
| Precipitazioni (mm)        | 58,1 | 44,7 | 48,3 | 48,2 | 37,6 | 46,0 | 43,9 | 38,5 | 67,1 | 52,2 | 62,0 | 66,7 | 169,5    | 134,1    | 128,4    | 181,3    | 613,3 |
| Giorni di pioggia          | 8    | 7    | 8    | 7    | 5    | 5    | 4    | 5    | 6    | 6    | 8    | 9    | 24       | 20       | 14       | 20       | 78    |
| Umidità relativa media (%) | 79   | 79   | 75   | 72   | 68   | 64   | 58   | 63   | 66   | 74   | 82   | 80   | 79,3     | 71,7     | 61,7     | 74       | 71,7  |

## O
- Stazione meteorologica di Otranto-Punta Palascia

## S
Santa Maria di Leuca
| Santa Maria di Leuca       | Mesi | Mesi | Mesi | Mesi | Mesi | Mesi | Mesi | Mesi | Mesi | Mesi | Mesi | Mesi | Stagioni | Stagioni | Stagioni | Stagioni | Anno  |
| Santa Maria di Leuca       | Gen  | Feb  | Mar  | Apr  | Mag  | Giu  | Lug  | Ago  | Set  | Ott  | Nov  | Dic  | Inv      | Pri      | Est      | Aut      | Anno  |
| -------------------------- | ---- | ---- | ---- | ---- | ---- | ---- | ---- | ---- | ---- | ---- | ---- | ---- | -------- | -------- | -------- | -------- | ----- |
| T. max. media (°C)         | 12,3 | 12,5 | 14,1 | 16,8 | 21,1 | 25,1 | 28,4 | 28,5 | 25,4 | 21,2 | 17,0 | 13,8 | 12,9     | 17,3     | 27,3     | 21,2     | 19,7  |
| T. min. media (°C)         | 7,5  | 7,6  | 8,9  | 11,3 | 14,9 | 18,6 | 21,3 | 21,5 | 19,2 | 15,6 | 12,1 | 9,0  | 8,0      | 11,7     | 20,5     | 15,6     | 14,0  |
| Precipitazioni (mm)        | 72,6 | 60,2 | 63,6 | 29,2 | 19,3 | 18,4 | 17,0 | 21,8 | 40,4 | 96,5 | 90,1 | 86,2 | 219,0    | 112,1    | 57,2     | 227,0    | 615,3 |
| Giorni di pioggia          | 8    | 8    | 7    | 5    | 3    | 2    | 2    | 2    | 4    | 6    | 8    | 9    | 25       | 15       | 6        | 18       | 64    |
| Umidità relativa media (%) | 78   | 77   | 78   | 78   | 76   | 74   | 69   | 72   | 75   | 79   | 79   | 79   | 78       | 77,3     | 71,7     | 77,7     | 76,2  |

## T
Taranto
| Taranto             | Mesi | Mesi | Mesi | Mesi | Mesi | Mesi | Mesi | Mesi | Mesi | Mesi | Mesi | Mesi | Stagioni | Stagioni | Stagioni | Stagioni | Anno  |
| Taranto             | Gen  | Feb  | Mar  | Apr  | Mag  | Giu  | Lug  | Ago  | Set  | Ott  | Nov  | Dic  | Inv      | Pri      | Est      | Aut      | Anno  |
| ------------------- | ---- | ---- | ---- | ---- | ---- | ---- | ---- | ---- | ---- | ---- | ---- | ---- | -------- | -------- | -------- | -------- | ----- |
| T. max. media (°C)  | 12,2 | 12,9 | 15,0 | 17,9 | 22,2 | 26,9 | 29,9 | 29,8 | 26,8 | 21,9 | 17,2 | 13,8 | 13,0     | 18,4     | 28,9     | 22,0     | 20,5  |
| T. min. media (°C)  | 6,0  | 6,1  | 7,4  | 10,1 | 14,0 | 18,0 | 20,8 | 20,9 | 18,0 | 14,2 | 10,2 | 7,1  | 6,4      | 10,5     | 19,9     | 14,1     | 12,7  |
| Precipitazioni (mm) | 43,0 | 43,0 | 42,0 | 27,5 | 22,0 | 13,5 | 11,0 | 17,0 | 24,5 | 61,0 | 52,5 | 59,5 | 145,5    | 91,5     | 41,5     | 138,0    | 416,5 |
| Giorni di pioggia   | 6    | 6    | 5    | 5    | 4    | 2    | 2    | 3    | 3    | 7    | 6    | 7    | 19       | 14       | 7        | 16       | 56    |

## V
- Stazione meteorologica di Vieste